# Waterbirds
Waterbirds (terme anglais, littéralement « oiseaux d'eau ») est une revue scientifique annuelle américaine à comité de lecture et spécialisée en ornithologie. Elle est éditée par la Waterbird Society. Créée en 1978 pour la publication d'un compte rendu de rencontre annuel organisée par la W. S. sur le sujet, celui-ci est appelé Colonial Waterbirds  (ISSN 0738-6028). À partir de 1981, cette publication devient formellement une revue. En 1999, son champ d'intérêt s'élargit à tous les oiseaux aquatiques et à leur habitat et son nom devient Waterbirds.